# Гермоген (архитектор)

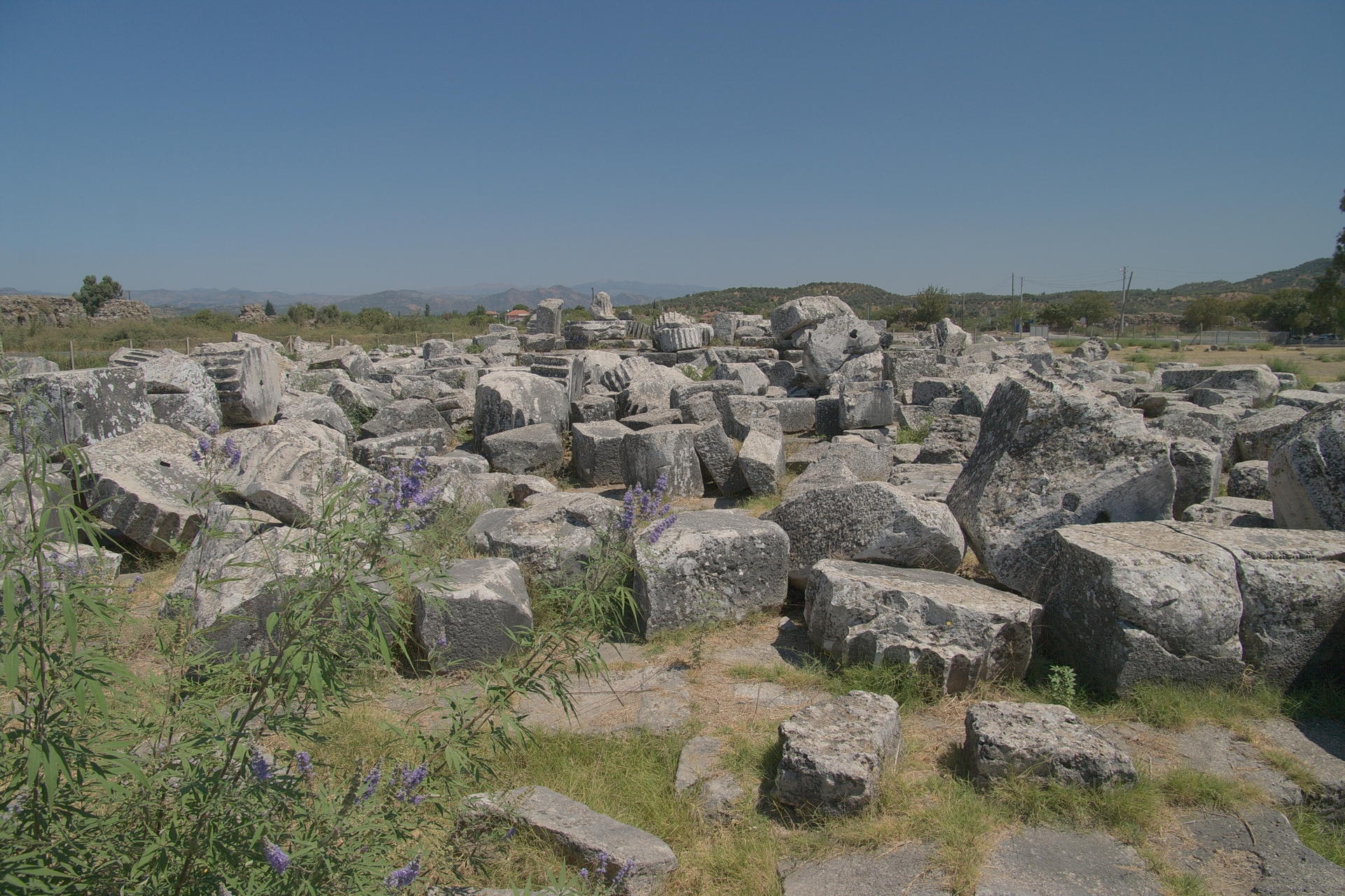
Руины храма Артемиды в Магнесии-на-Меандре.

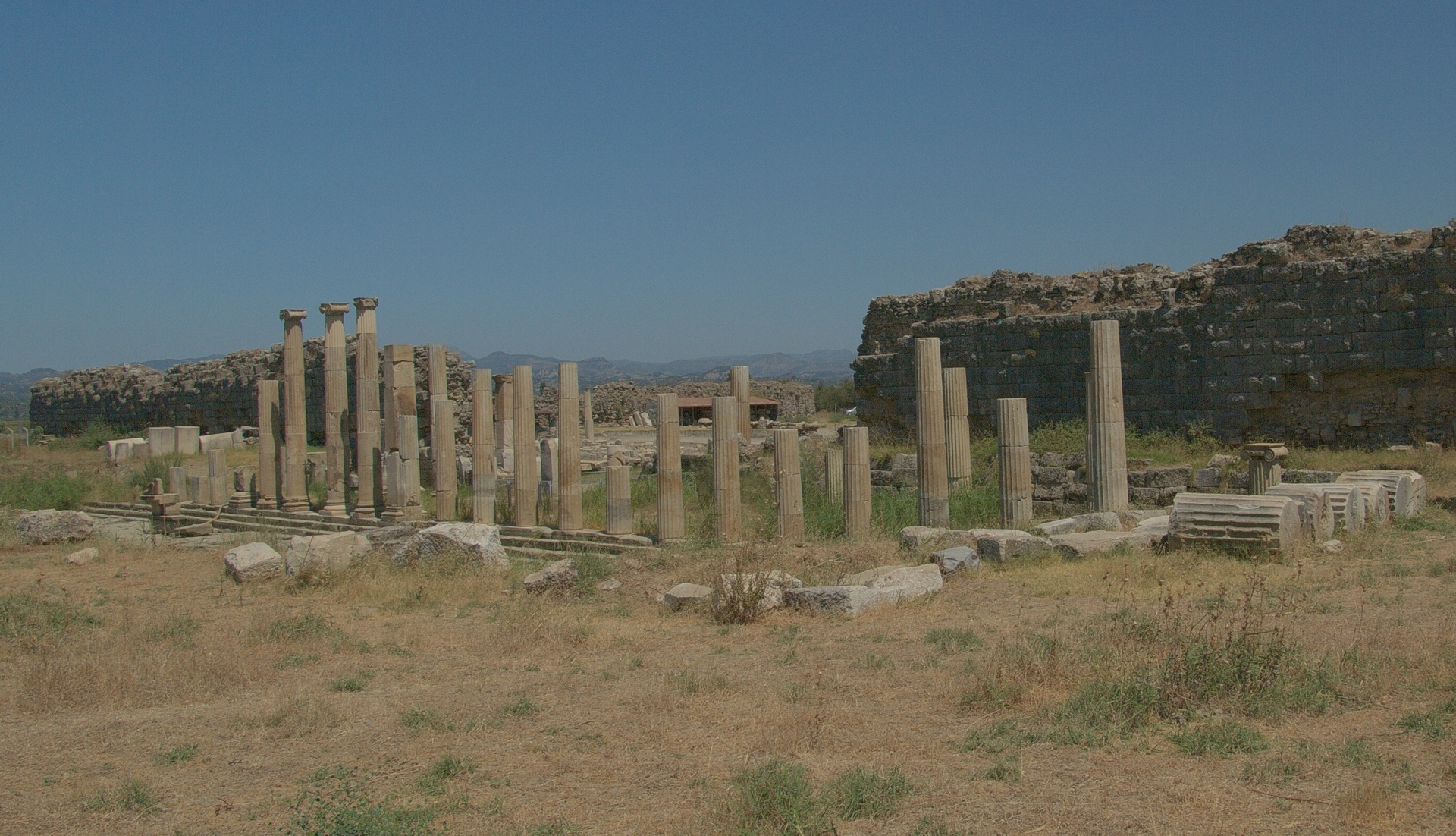
Храм Зевса Сосиполиса

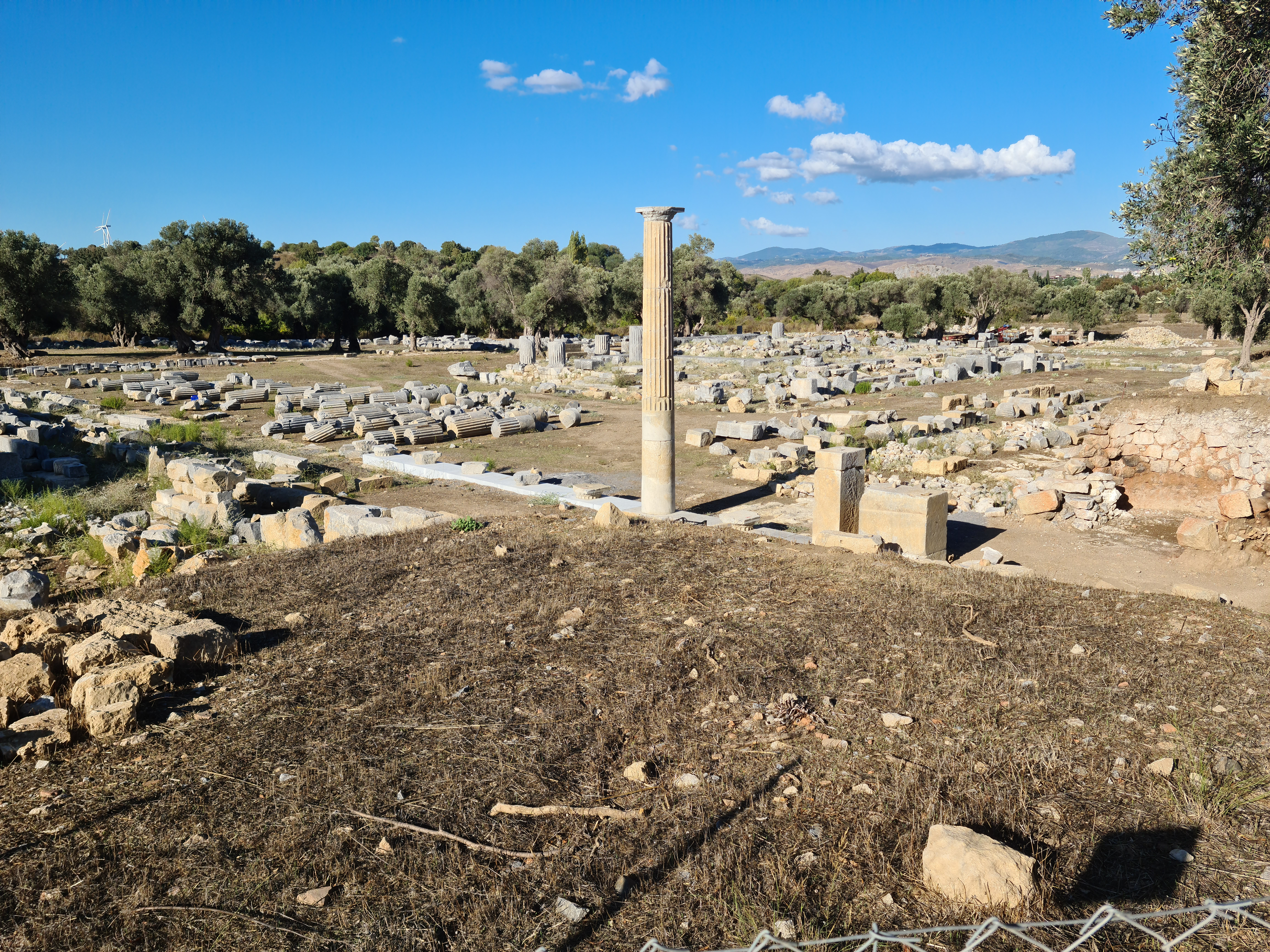
Храм Диониса в Теосе

Гермоге́н (конец III-го — начало II век до н. э.) — древнегреческий архитектор, один из родоначальников ионического ордера.  Извествен как «Гермоген из Алабанды». По одним источникам происходил из карийского города Алабанда, по другим — из ионийской Приены.
Сведения о Гермогене дошли до нас благодаря трактату «Десять книг об архитектуре»  римского зодчего Витрувия, жившего в I веке до н. э.
Авторству Гермогена приписывается:
- Застройка по регулярному плану ионийского города Магнесия-на-Меандре.
- Возведение храма Артемиды Левкофрины  (др.-греч. Λευκόφρυς—«Белобровая») в Магнесии-на-Меандре. В этом храме Гермоген впервые воплотил новую архитектурную формулу — псевдодиптер: постройка, обнесённая двойной колоннадой, при этом внутренний ряд колонн был до половины скрыт в стене здания. Позднее псевдодиптер был широко заимствован и использован римлянами.
- Храм Зевса Сосиполиса (др.-греч. Σωσιπόλιδος — «защитник города») в Магнесии-на-Меандре. Фасад храма выставлен в Пергамском музее Берлина.
- Храм Диониса в Теосе — крупнейший храм Диониса сооружённый в античный период (размер стилобата— верхней части цоколя храма — 18.5 × 35 метров)

Согласно Витрувию, Гермоген оставил после себя письменные труды по архитектуре, не дошедшие до нашего времени.